# Віхалка гілляста
Віхалка гілляста (Anthericum ramosum) — вид трав'янистих рослин родини холодкові (Asparagaceae), поширений у Європі й північній Туреччині.

## Опис

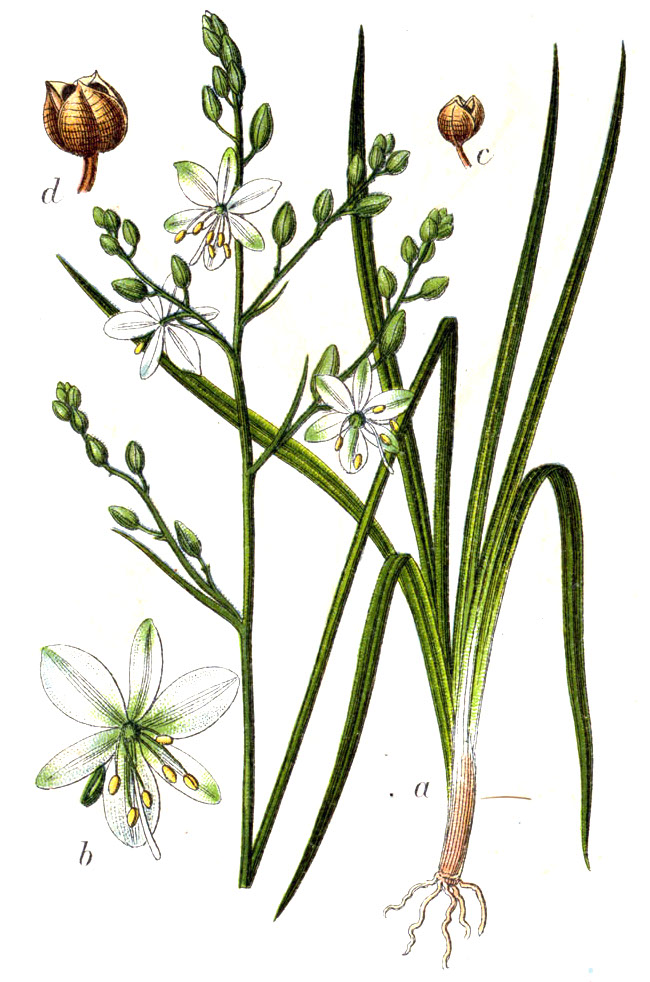

Багаторічна рослина 30–80 см завдовжки. Квіткове стебло розгалужене; оцвітина до 25 мм в діаметрі; тичинки майже такої ж довжини, як листочки оцвітини. Коробочка майже куляста, вгорі з невеликим вістрям. Листки прикореневі, лінійні, завширшки 3–6 мм. Коробочка 5 × 6 мм, стиснено-куляста.

## Поширення
Європа: Данія, Швеція, Австрія, Угорщина, Польща, Словаччина, Швейцарія, Білорусь, Литва, Україна, Албанія, Болгарія, Італія, Румунія, Франція, Іспанія; Азія: пн. Туреччина.
В Україні зростає в світлих лісах, чагарниках, на трав'янистих схилах — майже на всій території, в Степу рідше. Декоративна. Входить до переліків видів, які перебувають під загрозою зникнення на територіях Дніпропетровської, Донецької, Луганської, Одеської областей і м. Севастополя.